# Sanatorium Borkowo w Połczynie-Zdroju
Szpital Uzdrowiskowy Borkowo – obiekt sanatoryjny uzdrowiska Połczyn-Zdrój, zarządzany obecnie przez spółkę Uzdrowisko Połczyn. Zlokalizowany przy ul. Sobieskiego 13, na terenie liściastego lasu wchodzącego w skład Drawskiego Parku Krajobrazowego, nad brzegiem zbiornika przeciwpowodziowego Połczyn-Zdrój, 2 km na południowy zachód od centrum miasta.

## Poprzednie nazwy
Halbe Mond, Luisenbad, Kurhaus Luisenbad, Genesungsheim Luisenbad, Mutter-Kind-Heim Pommern, Heim Pommern

## Historia
Historia tego miejsca wywodzi się od źródła, które w 1688 wybiło przy strumieniu wpadającym do Wogry. Pierwszy obiekt domu zdrojowego, który wybudowano w tym miejscu w 1712 z polecenia landrata (starosty) połczyńskiego Döringa Jakuba von Krockowa, nosił nazwę Der Halbe Mond (Półksiężyc). W 1808 ówczesny dzierżawca tych ziem Philipp Wilhelm Heinrich von Borcke (1757–1824) uzyskał aprobatę pruskiej królowej Luizy na nadanie miejscu jej imienia – Luisenbad. Od jego nazwiska wywodzi się też nazwa obecnego Borkowa. Zmieniali się właściciele, w 1810 zabudowania przejęło miasto. Około 1818 na wzgórzu powyżej domu zdrojowego wybudowano tzw. Gesellschaftshaus (dom stowarzyszenia), rodzaj klubu towarzyskiego, mieszczący m.in. kasyno. W 1819 obiekty powróciły do rodziny von Borcke – zakupiła go Marie Albertine von Borcke z d. von Kleist (1768–1836), budując w 1822 nowy budynek sanatorium oraz około 1825 w pobliskim Międzyborzu dwór, znany też pod nazwą tzw. Rotes Haus (Czerwonego Domu). Po śmierci właścicielki obiektem zarządzała jej siostra Louise Alexandrine von Kosnicki (Koschnitzky) z d. von Kleist (1771–1847), następnie Friedrich Titel.
W publikacji z 1867 informowano, że kompleks obiektów składał się wtedy z 10 budynków, w tym z domu towarzyskiego, łaźni, domu gościnnego, również z gospodarstwa z domem mieszkalnym, stodołą i stajnią. Całość była własnością prywatną, korzystającą z dofinansowania państwowego dla pacjentów mniej zamożnych. Sezon kąpielowy w Louisenbad zaczynał się corocznie 15 czerwca. Stwierdzono, że miejscowe bogate w żelazo źródła mineralne dają efekty w leczeniu m.in. dny moczanowej, reumatyzmu, anemii, niepłodności, histerii, zaburzeń miesiączkowania i osłabienia po długiej chorobie.
Po przejęciu obiektu w 1895 przez miasto, sanatorium wyremontowano oddając je do eksploatacji w 1908, było wówczas najbardziej nowoczesnym obiektem tego typu w Połczynie; używana nazwa: Kurhaus Luisenbad (Dom Zdrojowy Luisenbad). W okresie 1933–1936 w obiekcie zakwaterowano męski oddział Reichsarbeitsdienst (Służby Pracy Rzeszy). W latach 1938–1945 był tu jeden z ośrodków organizacji Lebensborn, noszący nazwę Mutter-Kind-Heim Pommern (Pomorski Dom Matki i Dziecka) lub Heim Pommern (Dom Pomorski).
W 1945 w budynku swoją siedzibę miał okręgowy pełnomocnik Rządu RP na okręg III Pomorze Zachodnie ppłk Leonard Borkowicz. W tymże roku przywrócono też obiektowi funkcję sanatorium. Tzw. Gesellschaftshaus (dom stowarzyszenia) rozebrano w 1947. Obecnie posiada około 146 miejsc.
W pobliżu Sanatorium Borkowo w 2010 r. uruchomiono Schronisko Młodzieżowe „Tadeuszówka”.

## Wątek z Bismarckiem
Częstym bywalcem, zwłaszcza Gesellschaftshaus (domu towarzyskiego) w latach czterdziestych XIX wieku był młody Otto von Bismarck, który przyjeżdżał konno z położonego o 63 km rodzinnego majątku Kniephof w Konarzewie. Miał tam poznać swoją przyszłą żonę Johannę von Puttkamer, lecz nie jest to prawda.